# Meyer & Beck Handels KG
Meyer & Beck Handels KG fue una empresa fundada en 1985 que se especializó principalmente en alimentación. La empresa se creó tras la fusión de las empresas anteriormente competidoras Meyer y Beck. La subsidiaria del Dr. Oetker GmbH tenía sucursales con el nombre MEYER BECK, especialmente en Berlín y Brandeburgo, que se cerraron a finales de 2004 o se transfirieron a Mema Handelsgesellschaft & Co. KG .  Mientras tanto, la sociedad sucesora también se ha disuelto y parte de las antiguas sucursales de MEYER BECK entró en vigor el 1 septiembre de 2008, revendido a Kaiser's Tengelmann GmbH. Este, a su vez, se retiró del mercado de alimentos a finales de 2016 y vendió las sucursales a Edeka, que dividió las sucursales con el competidor Rewe.
La oficina central de la empresa estaba en Montanstraße 8-16 en Berlín-Reinickendorf.

## Tiendas
Muchas de las tiendas también se cerraron gradualmente después del cambio de nombre a MEMA. En 2008, MEMA solo operaba 24 sucursales, desde 2008 20 sucursales se convirtieron en sucursales de Kaiser's, algunas de las cuales han estado operando como Edeka y otras como Rewe desde 2017.